# 之江大学
之江大学（英語：Hangchow University）是中国浙江省杭州市曾经存在的一所教会大学。其创制史追溯到1845年成立的宁波崇信义塾，早于1879年设立的上海圣约翰书院与1864年设立的山东蒙塾，因此是中国近现代史上历史传承最为悠久的教会大学。最初由美北长老会创设管理；1909年，美南长老会加入共同管理，北伐战争期间一度停办，1931年向政府备案为私立之江文理學院，1948年恢复之江大学校名。1952年因中国高校院系调整解散。學校教員奔赴香港，成立香港崇基學院，後併入香港中文大學。之江大学原校址自1961年起由浙江大学使用，并于2006列为全国重点文物保护单位。

## 历史沿革

### 崇信义塾
1842年《南京条约》签订后，西方基督教会开始以通商口岸宁波为切入口，创办教会学校。其中，美北长老会麦嘉谛牧师于1845年在宁波江北岸槐树路设立了浙江省第一所教会男校——崇信义塾（英語：Ningpo Boys' Boarding School或Ningpo Boy’s Academy）。学校旨在培养中国基督徒以协助传教活动，因此提供宗教、地理、历史、数学、科学、英语、艺术、手工等课程，一年招收30余名学生。:48–621846年，卡罗林·哈勃·科尔创建了教会女校，招收当地女童由传教士妻子进行教学。1847年，女校与艾迪绥创建的女塾合并，成立崇德女校。:5随着宁波校址的地契到期，崇信义塾迁往浙江省府杭州。:48–62

### 育英书院
崇信义塾于1867年迁往杭州，改名育英义塾（英語：Hangchow Presbyterian Boys' School），逐渐发展为大学。由于教会学校是依托不平等条约而建，时人多有抵触情绪，只好以免学费与提供餐食等形式，吸引贫苦子弟，一定程度上扩大了教育在平民中的普及。教会学校的教学围绕着《圣经》展开，但也开设一些浅显的自然科学与社会科学课程，客观上促进了新知识的传播。1897年，因应设立新式教育的潮流，育英义塾改称育英书院（英語：Hangchow Presbyterian College），分设预科、正科，学制5年的预科相当于中学程度，学制6年的正科相当于大学程度。1902年，正科改为5年，预科改为附属中学，学制4年。1906年，美北长老会决议将育英书院改为大学，成立了大学董事会，并寻觅新校址。1909年，美南长老会加入运营。为筹措办学经费，费佩德校长回美募捐，在美国出版有《杭州—浙江游记》（英語：Hangchow—Chekiang Itineraries），介绍西湖风光和杭州的风土人情。

### 之江大学
1911年，育英书院由市中心的大塔儿巷迁往郊区的六和塔旁秦望山。因校址鸟瞰钱塘江，更名为之江学堂，并在1914年改为之江大学（英語：Hangchow Christian College）。1914年浙江高等学堂停办后，之江大学因而成为当时浙江唯一的高等学府。1912年12月10日，孙中山在陈其美及浙江省民政厅厅长屈文六等军政官员前往闸口，察看铁路和钱塘江水道，并巡视之江大学，并向学生发表演讲。1920年11月，学校在美国华盛顿哥伦比亚特区备案，具备授予学士学位的权力。
北伐战争期间，学校一度停办。1929年，向国民政府教育部办立案，学校委员会以中国人为主，聘请美籍教师和国内知名教授。1931年，因只有文理学院，立案为私立之江文理学院（英語：Hangchow Christian College）。
1937年12月杭州沦陷后，学校校址成为日军宪兵司令部，学校则内迁屯溪，最终于1938年迁往上海，与沪江、约翰、东吴、金陵、金陵女大等基督教大学组建上海基督教协作大学。至1939年，位于上海租界内的之江文理学院有学生600余名，教职员近80位。1940年恢复之江大学（英語：Hangchow University）校名。
1941年，太平洋战争爆发，上海租界沦陷，学校于1942年秋迁往福建邵武的福建协和大学校址。1943年秋，一部分留守上海的之江大学师生与东吴大学师生组建联合大学，随后圣约翰大学加入，成立东华大学。1943年秋，在贵阳大夏大学校址处开办工学院。邵武校址因日军入侵于1944年6月关闭，其学生转至汀州的厦门大学。12月，贵阳分校因日军入侵而关闭。1945年8月，与东吴大学法学院、沪江大学商学院在重庆开设联合大学，直至1946年春解散。:45-48
1945年抗战胜利后，东华大学撤销，之江大学随之在上海复校，:45-48并筹资重建位于杭州闸口的校园。闸口校址于1946年春季重新开放。:48-541946年圣诞，学校还举行了因抗战而推迟一年的百年校庆。:48-541948年，学校之大学地位获得政府认可。同年，教学楼及学生和教职员宿舍重建及修缮完成。
随着国民党在内战中失势，学校的美国教员于1948年底悉数撤离。1949年5月3日，人民解放军进入之江大学校园，收到师生欢迎。翌日，之江大学学生前往浙江大学校园庆祝五四运动纪念日。1950年6月，李培恩因受到学生批评而提出辞职，历史学家林汉达受邀担任校长，未果；校委会随后聘请黎照寰担任校长。:48-541951年，改为国人自办。

### 院系调整
1952年院系调整中被撤销，学校教员奔赴香港，成立香港崇基学院，后并入香港中文大学。工学院航空工程系并入中央航空学院，其余并入浙大，文理学院部分系并入复旦大学，财经学院并入华东财经学院，建筑系部分并入南京工学院，土木建筑学科并入同济大学。其校址一开始为浙江师范学院所用，后来为中共浙江省委党校所用，1961年改为浙江大学所用，用以开设火箭力学、火箭动力学、液固体燃料、自动远动控制、核物理、放射化学等保密专业。1952年后，之江大学文理学院与浙大文理学院一同组建浙江师范学院，后来发展为杭州大学，并于1998年并入浙江大学。附属中学改名为建华中学，先是由秦望山校园内迁雄镇楼，高中部并入宗文中学。附属小学从图书馆一楼迁往原之江大学实习工场，后又搬迁于闸口。

## 校园建筑

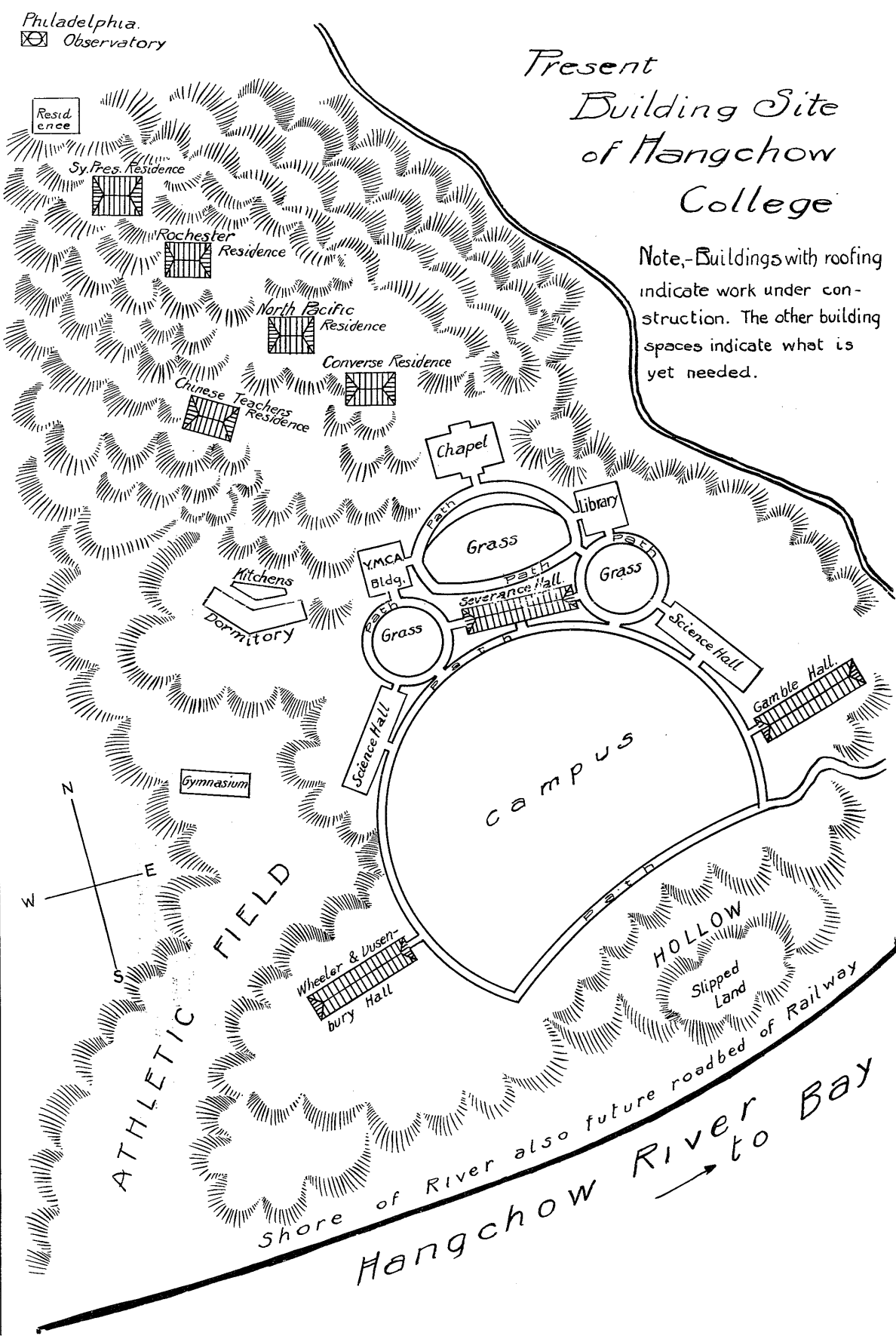
1911年闸口校址地图

初设皮市巷，后移大塔儿巷。:821906年起购置闸口校址，位于当时沪杭铁路西端终到站——闸口（英語：Zakow）以西的秦望山上。之江校園始建于1907年，分二期建设，共有建筑40余幢，建筑面积共7万多平方公尺，現存有22幢，总面积15394平方公尺。校园建筑中西结合。主要有慎思堂、都克堂、科技馆、图书馆、经济馆、东斋、西斋、北斋、韦斋、上红房、下红房、绿房、灰房等建筑，通常称之为二堂、三馆、四斋、四房。2006年被中国国务院列为第六批全国重点文物保护单位。
| 名称         | 图片                           | 始建年份 | 备注                                                                                         |
| ------------ | ------------------------------ | -------- | -------------------------------------------------------------------------------------------- |
| 慎思堂       |                                | 1911年   | 現名主樓。                                                                                   |
| 经济学馆     | 钟楼（同怀堂），1936年竣工落成 | 1936年   | 原名同怀堂，又称钟楼。                                                                       |
| 圖書館       | 图书馆                         | 1932年   | 圖書館占地596平方米，建筑面积1192平方米。                                                    |
| 东斋         | 1号楼                          | 1911年   | 現為1號樓，由美国俄亥俄州甘卜夫妇捐建，故又名甘卜堂。                                        |
| 西斋         | 2号楼                          | 1911年   | 現為2號樓。又名惠德堂、吴窦堂，是之江大学最早的男生宿舍。                                    |
| 都克堂       | 小礼堂                         | 1919年   | 現為小禮堂，原名育英堂、都克堂。                                                             |
| 灰房         |                                | 1911年   | 原名康沃斯楼，之江大学外籍教师宿舍。                                                         |
| 上紅房       |                                | 1911年   | 原名北太平洋楼，曾經為校长住所。                                                             |
| 下紅房       |                                | 1911年   | 原名帕斯顿楼。                                                                               |
| 科技館       |                                | 1932年   | 目前為四號樓，又称為裘德生科学馆。                                                           |
| 韋齋         |                                | 1926年   | 現為6号楼，原名佩韦斋，簡稱韦斋，曾作為教员宿舍、女生宿舍。                                  |
| 绿房         |                                | 1920年   | 現名9号楼，原名维勒邦格楼，因外墙呈现绿色，也称绿房。外籍教授宿舍，也曾做為女生宿舍。        |
| 材料试验所   | 5号楼，建于1935年              | 1935年   | 現名5号楼，原名材料试验所，是之江大學第一個实验楼。2010年11月，5号楼成为浙大图书馆法学分馆。 |
| 白房         |                                | 1920年   | 白房原名卡特楼。                                                                             |
| 工程馆       |                                | 1951年   | 3号楼原名工程馆，又称机械系楼。                                                              |
| 附屬小學宿舍 |                                | 1931年   | 現為教工宿舍                                                                                 |
| 體育辦公室   |                                | 1934年   | 現為體育教研室                                                                               |
| 學生服務部   |                                |          |                                                                                              |
| 後六號樓     |                                |          |                                                                                              |
| 中方教授宿舍 |                                | 1920年代 | 共3幢                                                                                        |

## 著名校友
- 潘希珍（1917年－2006年），筆名琦君，散文家，擅寫懷舊抒情散文。
- 陈从周（1918年－2000年），建筑学家
- 杨嗣信（1930年－），建筑师
- 朱生豪（1912年－1944年），翻译家，尤以翻译莎士比亚作品著称。
- 林作砥，1943届土木系。污染防治专家，美国国家工程院院士。
- 虞尔昌（1904年 - 1984年）翻译家，继朱生豪先生之后，翻译了莎士比亚歷史劇及十四行詩，与朱先生完成了莎士比亚全集的中譯。

## 历任校长
崇信義墊
- 麥嘉締(Divie Bethune McCartee)——1845-1867

育英義塾
- 陶錫祈(Samuel Thompson Dodd)——1867-1877年12月
- 裘德生（Rev., J. H. Judson)——1880-1897年

育英書院
- 裘德生（Rev., J. H. Judson)——1897-1911年

之江學堂
- 王令赓（E. J. Mattox）——1911-1914

之江大學
- 王令赓（E. J. Mattox）——1914-1916
- 司徒华林（Warren H. Stuart）——1916-1922
- 费佩德（Robert F. Fitch, 1873-1954）——1922-1931

私立之江文理學院
- 李培恩（Baen E. Lee）——1931-1948

私立之江大學
- 李培恩（Baen E. Lee）——1948-1949
- 黎照寰

## 拓展阅读
- Day, Clarence Burton：之江大学。纽约中国基督教大学联合会，1956.
- 劉家峰譯：《之江大學》。珠海：珠海出版社，1999。
- 上海校友會編：《之江大學校友通訊錄》。上海：上海校友會，1990。
- 杭州大學校史編寫組：《杭州大學校史，1897-1988》。杭州：杭州大學出版社，1989。
- 張文昌：之江大學。《浙江文史資料選輯》，第29輯（1985），頁123-130。
- 曾鉅生：之江大學在杭州的歷史文獻簡史。吳梓明編：《中國教會大學歷史文獻研討會論文集》，頁217-231。香港：中文大學出版社，1995。
- 曾鉅生、徐輝：之江大學檔案片斷。吳梓明編：《中國教會大學歷史文獻研討會論文集》，頁233-249。香港：中文大學出版社，1995。